# チャウタインA県
チャウタインA県（チャウタインアーけん、ベトナム語：Huyện Châu Thành A / 縣週城A?）は、ベトナム社会主義共和国ハウザン省の県。面積は160.63km²、人口は104,517人（2016年）である。

## 行政区画
以下の4市鎮6社から構成される。
- モットガン市鎮（Một Ngàn / 沒岸）
- バイガン市鎮（Bảy Ngàn / 罷岸）
- カイタック市鎮（Cái Tắc / 丐則）
- ラックゴイ市鎮（Rạch Gòi / 瀝教）
- ニョンギア社（Nhơn Nghĩa A / 仁義A）
- タンホア社（Tân Hòa / 新和）
- タンフータイン社（Tân Phú Thạnh / 新富盛）
- タインスアン社（Thạnh Xuân /盛春）
- チュオンロンA社（Trường Long A /長隆A）
- チュオンロンタイ社（Trường Long Tây /長隆西）